# Ле-Пак'є (Фрібур)
Ле-Пак'є (фр. Le Pâquier) — громада  в Швейцарії в кантоні Фрібур, округ Грюєр.

## Географія
Громада розташована на відстані близько 50 км на південний захід від Берна, 25 км на південь від Фрібура.
Ле-Пак'є має площу 4,5 км², з яких на 13,1% дозволяється будівництво (житлове та будівництво доріг), 68,6% використовуються в сільськогосподарських цілях, 17,6% зайнято лісами, 0,7% не є продуктивними (річки, льодовики або гори).

## Демографія
2019 року в громаді мешкало 1336 осіб (+22,1% порівняно з 2010 роком), іноземців було 16,8%. Густота населення становила 298 осіб/км².
За віковим діапазоном населення розподілялося таким чином: 25,6% — особи молодші 20 років, 60,3% — особи у віці 20—64 років, 14,1% — особи у віці 65 років та старші. Було 515 помешкань (у середньому 2,5 особи в помешканні).
Із загальної кількості 230 працюючих 24 було зайнятих в первинному секторі, 127 — в обробній промисловості, 79 — в галузі послуг.